# Royal Society of Chemistry

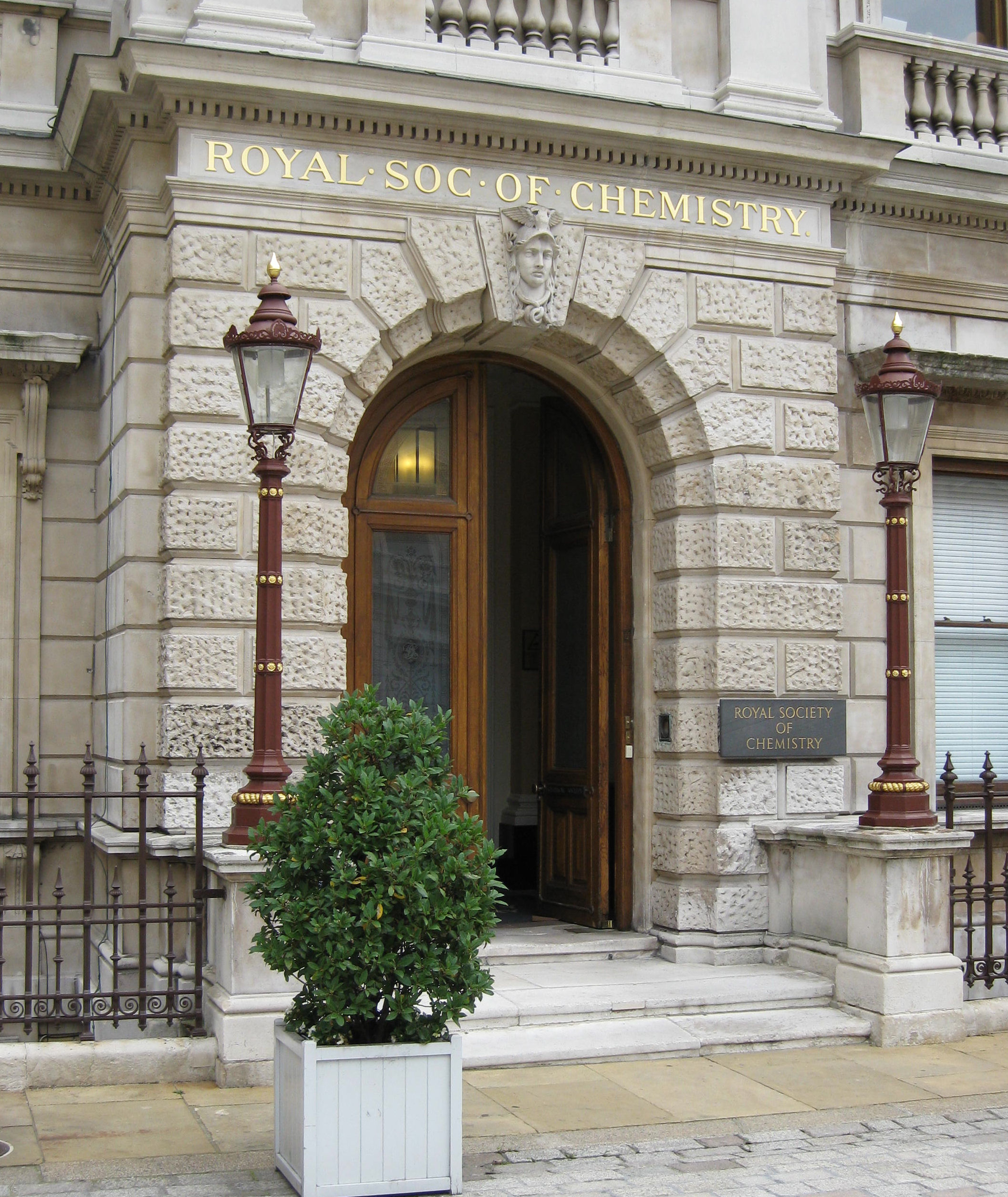
Sediul RSC din Londra

Royal Society of Chemistry (RSC; Societatea Regală de Chimie) este o asociație profesională cu sediul în Londra, Regatul Unit. A fost formată în anul 1980 prin unirea Chemical Society, Royal Institute of Chemistry, Faraday Society și a Society for Analytical Chemistry. La începuturile sale, societatea era alcătuită din 34.000 de membri din Regatul Unit și 8.000 de membri din străinătate.

## Legături extere
- Site web oficial
- Istoricul RSC (engleză)